# Denise Alves Fungaro
Denise Alves Fungaro (São Paulo, agosto de 1959) é uma cientista, negra, mulher e mãe brasileira. É pesquisadora do Centro de Química e Meio Ambiente (CEQMA). Foi agraciada com o Prêmio Alumni USP, na categoria Contribuições nas Relações Humanas e Inclusão Social.

## Educação e carreira
Denise Alves Fungaro nasceu em agosto de 1959, na cidade de São Paulo, em uma família de condição humilde. Sua mãe era dona de casa e seu pai era zelador. Desde pequena, era muito criativa e curiosa. Ela frequentou escolas públicas e gostava de matemática e de português.
Na quarta série, mudou para uma escola localizada no centro, por influência de um político que morava no prédio em que seu pai era zelador. Teve dificuldade para acompanhar o conteúdo e precisou de aulas particulares, que foram ministradas por sua professora no contraturno. Na adolescência, preferia ler livros em vez de ir a festas. No ensino médio, várias disciplinas ficaram sem professores. Era o período da Ditadura Militar brasileira.
Seus pais se esforçaram muito para que ela pudesse seguir seus estudos. Após fazer cursinho pré-vestibular, Denise ingressou no curso de graduação em Química, da Universidade de São Paulo (USP), no ano de 1978. Embora em sua turma o número de mulheres era equivalente ao de homens, ela era a única jovem negra da turma. Novamente, teve que estudar muito para compensar a dificuldade no primeiro ano porque não teve todos os conteúdos de Química no ensino médio. Como morava longe da universidade, precisava pegar dois ônibus.
Formou-se em 1983 e foi em busca de emprego. Mas as poucas empresas de Química em São Paulo eram multinacionais e não possuíam políticas de equidade de gênero. Assim não conseguiu se colocar no mercado de trabalho. Decidiu então seguir carreira acadêmica. Completou seu mestrado em 1987 e o doutorado em 1993, também pela USP.
Em 1995, Denise foi aprovada em concurso público para pesquisadora e orientadora de Pós-graduação, no Instituto de Pesquisas Energéticas e Nucleares (IPEN-CNEN/SP). Atualmente, é do Centro de Química e Meio Ambiente (CQMA) e coordena projetos de pesquisa relacionados ao desenvolvimento de materiais de valor agregado a partir de resíduos, pelos quais recebeu diversos prêmios. Ela também faz parte do grupo de estudos “Saúde Planetária”, do Instituto de Estudos Avançados da Universidade de São Paulo (IEA-USP).

## Vida pessoal
Denise Alves Fungaro é casada e tem uma filha.

## Prêmios
- 2005 - BRAMEX Ambiental, da Câmara de Indústria, Comércio e Turismo Brasil-México[2]
- 2005 - Prêmio Fernando Cerviño Lopes – Novas Técnicas de Reciclagem, do Sindicato dos Profissionais de Química de São Paulo[2]
- 2006 - Troféu “Raça Negra”, da ONG AFROBRAS[2]
- 2006 - Prêmio Internacional da Água de Cannes (França), da UNESCO[2][8]
- 2007 - Prêmio Fernando Lopez Cerviño- Novas Técnicas de reciclagem, do Sindicato dos Químicos, Químicos Industriais e Engenheiros Químicos do Estado de São Paulo[2]
- 2008 - Prêmio FIEMA, na Feira Internacional de Tecnologia para o meio ambiente em Bento Gonçalves/RS[2]
- 2013 - Prêmio Enfil de Inovação em Tecnologia Ambiental, Categoria Dissertação[2][8]
- 2013 - Prêmio “Best student research poster in ecotoxicology”, do Congresso SETAC Australasia – Melbourne[2]
- 2016 - Prêmio “Kurt Politzer de Tecnologia e Inovação”, da Associação Brasileira de Indústria Química[2][7][8]
- 2017 - Certificado de “Amiga do International Workshop on Advances in Cleaner Production” (IWACP)[2]

## Patentes
- 2008 - Zeólitas de cinzas de carvão e sua utilização como material adsorvente de íons metálicos em efluentes e na remediação de solo
- 2008 - Compósito Magnético baseado em zeólitas de cinzas de carvão e sua utilização como material adsorvente de íons metálicos em efluentes
- 2008 - Zeólitas de cinzas de carvão e sua utilização como material adsorvente para remoção de corantes em efluentes
- 2010 - Zeólita de cinzas de carvão modificada por surfactante como material adsorvente, seu processo de preparação e sua utilização
- 2011 - Compósito magnético de zeólita e Processo para preparação
- 2013 - Compósito magnético de zeólita de cinzas de carvão como material adsorvente para remoção de corantes em efluentes
- 2016 - Nanomaterial adsorvente a partir de resíduo proveniente do sistema de dessulfurização dos gases de combustão por via semi-seca: Processo de preparação e aplicação
- 2016 - Cdzfa-1 – Compósito de cinzas de carvão modificado com beta ciclodextrina
- 2017 - Processo de produção de nanosílica a partir de cinzas de resíduo de cana-de-açúcar